# Snöret, fågeln och jag
Snöret, fågeln och jag är en barnbok av Ellen Karlsson och Eva Lindström utgiven 2013. Boken handlar om en tjej som heter Selma och hennes äventyr på landet. Boken tilldelades Augustpriset 2013 för bästa barn- och ungdomsbok.